# Dom Kalich

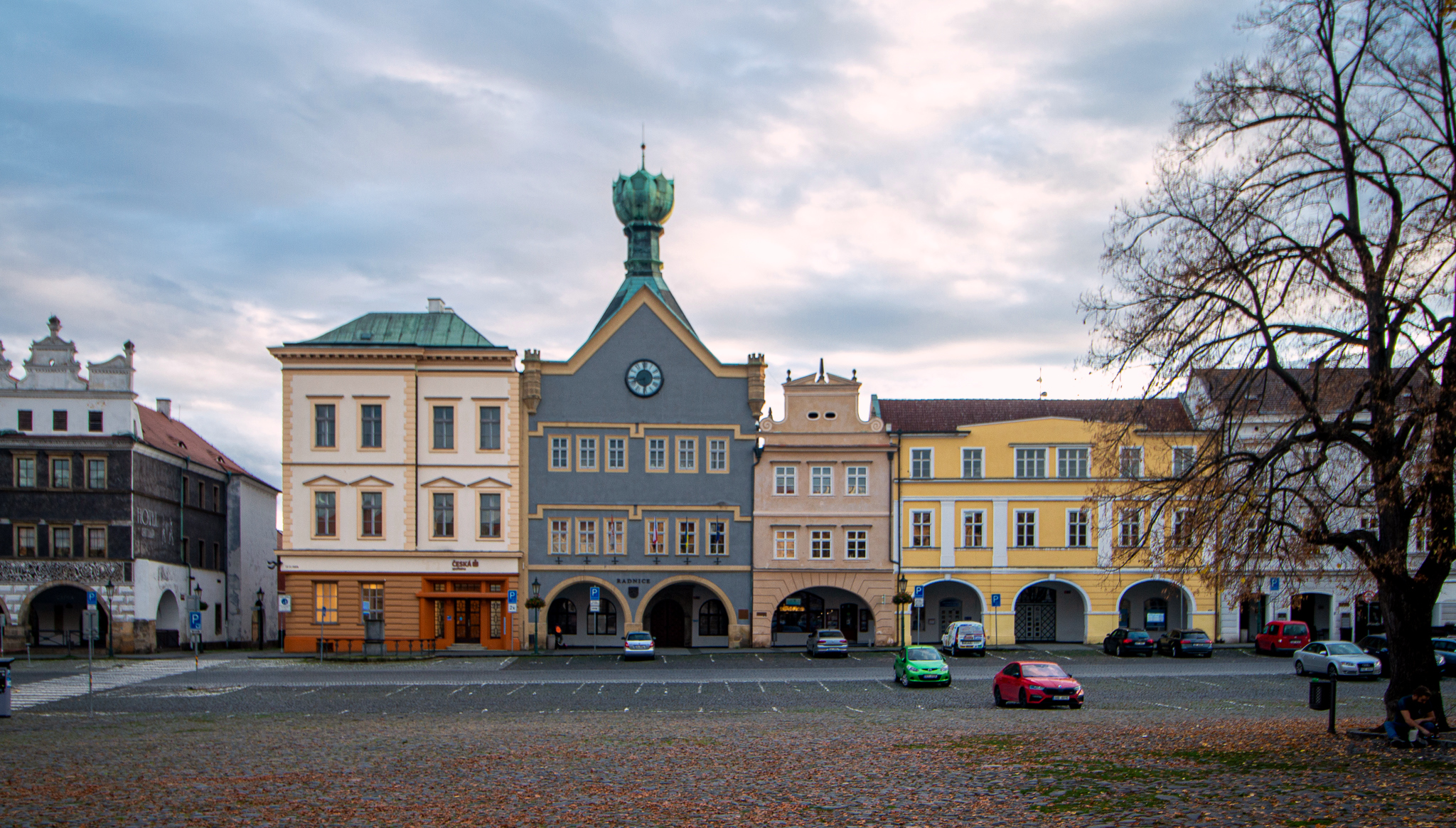
Dom Kalich na Placu Pokoju

Dom Kalich (czeski: Dům Kalich) – kamienica w Litomierzycach na Placu Pokoju, pod numer 15/7. Jej nazwa pochodzi pod hełmu, w kształcie kielichu, który góruje nad kamienicą. Jest to również ważny symbol miasta. Późnogotycka kamienica pochodzi z pierwszej połowy XVI wieku, który był w latach 1570-1580 przebudowana w styl renesansowy dla potrzeb znanej rodziny Mráza z Milešovki. Później była siedzibą austriackiego urzędu do spraw soli, a od 1655 do dziś praktycznie jest na przemian własnością państwa lub miasta Litomierzyce. Od 1877 na parterze kamienicy umieszczono muzeum miejskie miasta Litomierzyc. Ostatnia poważne prace budowlane miały tu miejsce na początku lat 50. XX wieku.